# Rotknöl

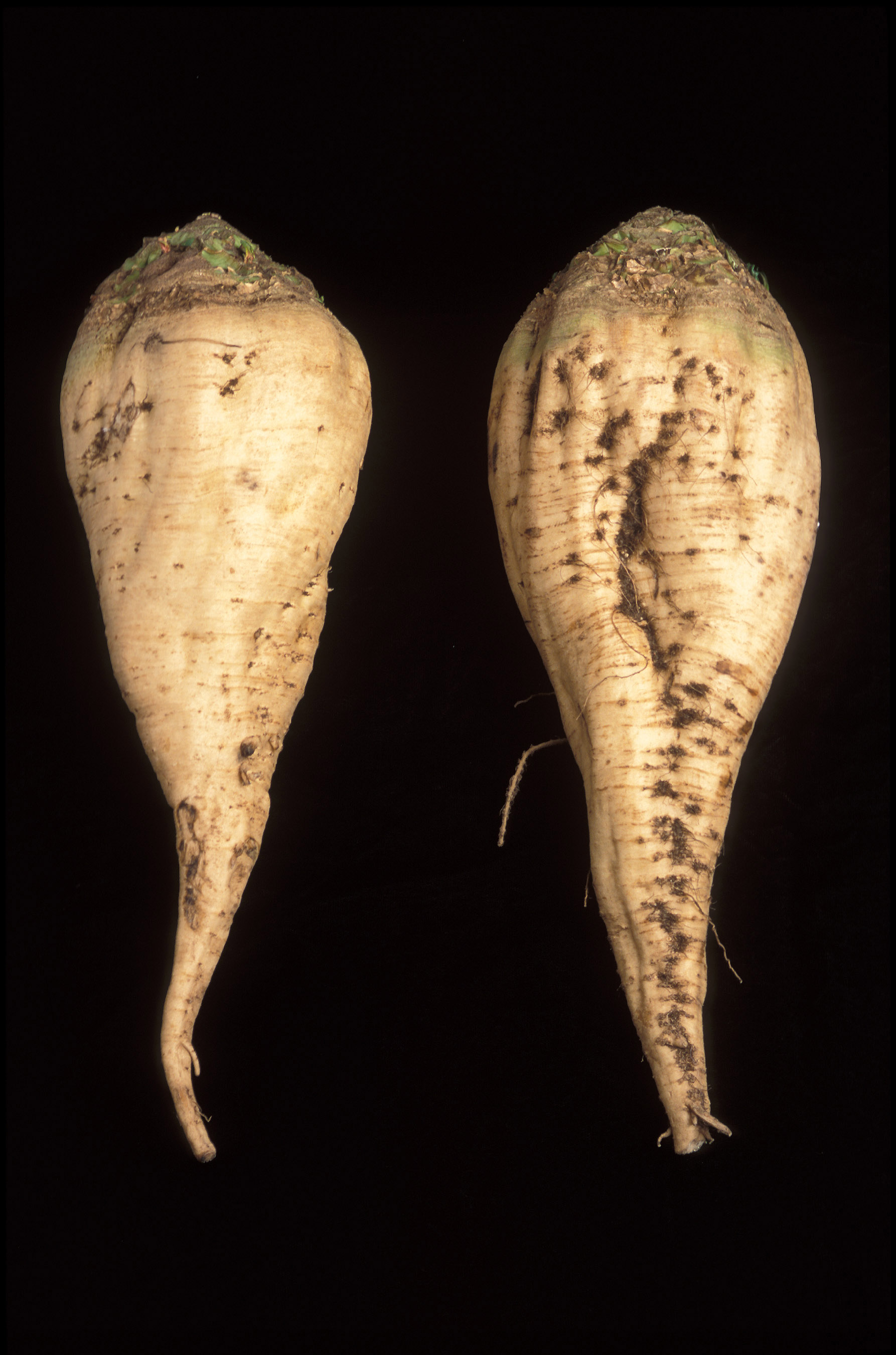
Rotknölar från sockerbetan.

En rotknöl är en underjordisk del av en rot som innehåller stärkelse. Rotknölen är en näringsdepå.
Rotknölar används som livsmedel, främst morot, sockerbeta, palsternacka och selleri.